# Charles Davenport
Pour les articles homonymes, voir Davenport.
Charles Davenport, né le 1er juin 1866 à Stamford (Connecticut) et mort le 18 février 1944 d'une pneumonie, est un biologiste américain. Ses domaines de recherche concernent la variation, l’hybridation et la sélection naturelle.
Charles Davenport est l'un des chefs de file du mouvement eugénique américain qui est responsable directement de la stérilisation de 60 000 unfit (individus ou groupes sans valeurs sélectives) aux États-Unis. Ce mouvement a influencé la pratique de l’eugénisme dans certains pays d'Europe dont l’Allemagne durant le régime nazi.
De retour d'un voyage en Angleterre où il rencontre Francis Galton, il formule le désir d’établir un laboratoire expérimental où il souhaite entreprendre des recherches sur l’évolution et l’hérédité afin d’améliorer l’espèce humaine. En 1904, une station de recherche est ainsi créée à Cold Spring Harbor. C'est la Station pour l'étude expérimentale de l'évolution (Station for the Experimental Study of Evolution).
En 1924 , une Loi fédérale mettra en œuvre sous son inspiration directe un vaste programme de stérilisation.
En 1923 il crée l'American Eugenics Society.